# Stubbkväkare
Stubbkväkare (Micropogonias undulatus) är en salt- och brackvattensfisk i familjen havsgösfiskar som finns i kustnära vatten, inklusive flodmynningar, i västra Atlanten. Som de flesta arter i familjen kan den producera ljud med hjälp av simblåsan, därav trivialnamnet.

## Utseende
En avlång fisk med en kropp som är ihoptryckt från sidorna, något välvd rygg och tämligen lång, trubbig nos med en liten, nedåtriktad mun med flera rader av små, spetsiga tänder. Ryggfenan är uppdelad i en främre, hård del som består av taggstrålar, och en bakre, mjuk del som är uppbyggd av mjukstrålar. Gällocket har 3 till 5 kraftiga taggar längs kanten. Hakan har 3 till 5 korta skäggtömmar. Färgen är silvervit med en lätt, skär till bronsfärgad underton; rygg och sidor är gråaktiga, med vågiga tvärband som består av små, bruna till bronsfärgade prickar. Äldre fiskar blir mera bronsfärgade; ungfiskarna, å andra sidan, är mer rent silverglänsande. Som mest kan den bli 55 cm lång och väga 2,58 kg.

## Vanor
Stubbkväkaren är en bottenfisk som lever över dybottnar, gärna med inslag av sand i kustnära havsområden och i flodmynningarnas brackvatten. Som flera andra arter i familjen, kan den ge kväkande ljud ifrån sig med hjälp av simblåsan, främst av hanen under parningstiden. Födan består av detritus (döda, nerbrutna växter och smådjur), kräftdjur som räkor och krabbor, maskar samt fisk.
Som mest kan arten bli 8 år gammal. Åldern är beroende av den geografiska utbredningen; i södra delen av utbredningsområdet, där den utvecklas snabbare, blir den inte mer än ett par år gammal.

### Fortplantning
I södra delen av utbredningsområdet blir arten könsmogen vid ett års ålder, längre norrut upptill ett år senare. Arten vandrar till utsjövatten för att leka under hösten, i synnerhet under augusti till oktober. Hanen kväker i samband med leken. Under denna lägger honan mellan 100 000 och 2 miljoner mycket små (0,35 mm) ägg. De pelagiska larverna driver med strömmarna mot land, där de lever av detritus.

## Utbredning
Utbredningsområdet omfattar västra Atlanten från havet utanför Massachusetts i USA till norra Mexikanska golfen och Mexiko (med undantag för havet utanför Florida). Troligtvis även från södra Brasilien till Argentina. Förekomsterna i södra Mexikanska golfen, vid Små Antillerna och i södra Västindien är mera osäkra.

## Ekonomisk användning
Stubbkväkaren anses vara en mycket god matfisk och är föremål för ett omfattande, kommersiellt fiske, som dock har minskat under senare år, troligtvis på grund av överfiske. Den är även en omtyckt sportfisk, och används dessutom som betesfisk.